# Molophilus angustior
Molophilus angustior är en tvåvingeart som beskrevs av Alexander 1936. Molophilus angustior ingår i släktet Molophilus och familjen småharkrankar. Inga underarter finns listade i Catalogue of Life.